# 1616 w polityce
Wydarzenia polityczne w 1616 roku.

## Wydarzenia
- Walter Raleigh został uwolniony z więzienia[1].